# Ernst Krüger (Gewerkschafter)
Ernst Krüger (* 3. November 1907 in Aken; † nach 1967) war ein deutscher Werkmeister und Gewerkschafter. Er war von 1954 bis 1967 Abgeordneter der Volkskammer der DDR.

## Leben
Krüger, Sohn eines Schiffers, besuchte die Volksschule und erlernte von 1922 bis 1925 den Beruf des Schlossers. Von 1922 bis 1926 gehörte er der Sozialistischen Arbeiterjugend an. Von 1926 bis 1937 arbeitete er als Heizer und Maschinist auf einem Elbdampfer und war von 1926 bis 1934 Mitglied des Metallarbeiterverbandes. Im Jahr 1937 begann er seine Tätigkeit in den Polte-Werken in Magdeburg als Schlosser. Er wurde später Kontrolleur und Vorarbeiter.
Nach dem Zweiten Weltkrieg wurde er 1945 Mitglied der Sozialdemokratischen Partei Deutschlands (SPD) und des Freien Deutschen Gewerkschaftsbundes (FDGB). Ab 1946 war er Mitglied der Sozialistischen Einheitspartei Deutschlands (SED) und ab 1953 Leitungsmitglied einer SED-Gundorganisation in seinem Betrieb. Ab 1948 war er als Werkmeister im nun Volkseigenen Betrieb (VEB) Sanar Großarmaturenfabrik Magdeburg tätig. Von 1954 bis 1967 gehörte er als Mitglied der FDGB-Fraktion der Volkskammer an. Von 1957 bis 1967 war er Mitglied des Ausschusses für Arbeit und Sozialpolitik und von 1960 bis 1963 gleichzeitig Mitglied des Ständigen Ausschusses für Nationale Verteidigung.
Von 1956 bis 1957 besuchte er die Bezirksparteischule der SED in Ballenstedt. Krüger war Mitglied der Kampfgruppe und ab 1961 Mitglied der Betriebsgewerkschaftsleitung (BGL) im VEB Magdeburger Armaturenwerke „Karl Marx“.

## Auszeichnungen
- 1952, 1955 und 1956 Ehrentitel Aktivist
- 1953 Ehrentitel Verdienter Aktivist
- Fritz-Heckert-Medaille